# Make America Great Again
Make America Great Again (pol. Uczyńmy Amerykę znów wielką) – amerykańskie hasło polityczne, które zyskało szeroką rozpoznawalność w wyniku jego popularyzacji przez Donalda Trumpa podczas zwycięskich kampanii prezydenckich w latach 2016 i 2024. Zwrot ten stał się symbolem ideologii reprezentowanej przez Trumpa oraz określeniem jego elektoratu, jak również poszczególnych jego przedstawicieli. Hasło „Make America Great Again” przeniknęło do kultury popularnej, zyskując status fenomenu społeczno-politycznego. Było powszechnie wykorzystywane w sztuce, mediach i debacie publicznej, przyjmując liczne warianty zarówno wśród zwolenników, jak i przeciwników prezydentury Trumpa.
Hasło zostało pierwotnie użyte przez Ronalda Reagana jako hasło jego kampanii prezydenckiej w 1980 roku. Hasło to zostało z czasem określone mianem frazy nacechowanej ideologicznie. Uznaje się je za slogan odwołujący się do idei wyjątkowości Stanów Zjednoczonych oraz promujący idealizowaną, często romantyzowaną wizję amerykańskiej przeszłości, która w interpretacjach krytycznych pomija lub wyklucza niektóre grupy społeczne. Wielu badaczy, dziennikarzy i komentatorów publicznych określiło to hasło mianem rasistowskiego, uznając je za przykład psiego gwizdka, adresowanego do określonej grupy odbiorców, bez jednoznacznego wyrażenia kontrowersyjnych treści.

## Historia

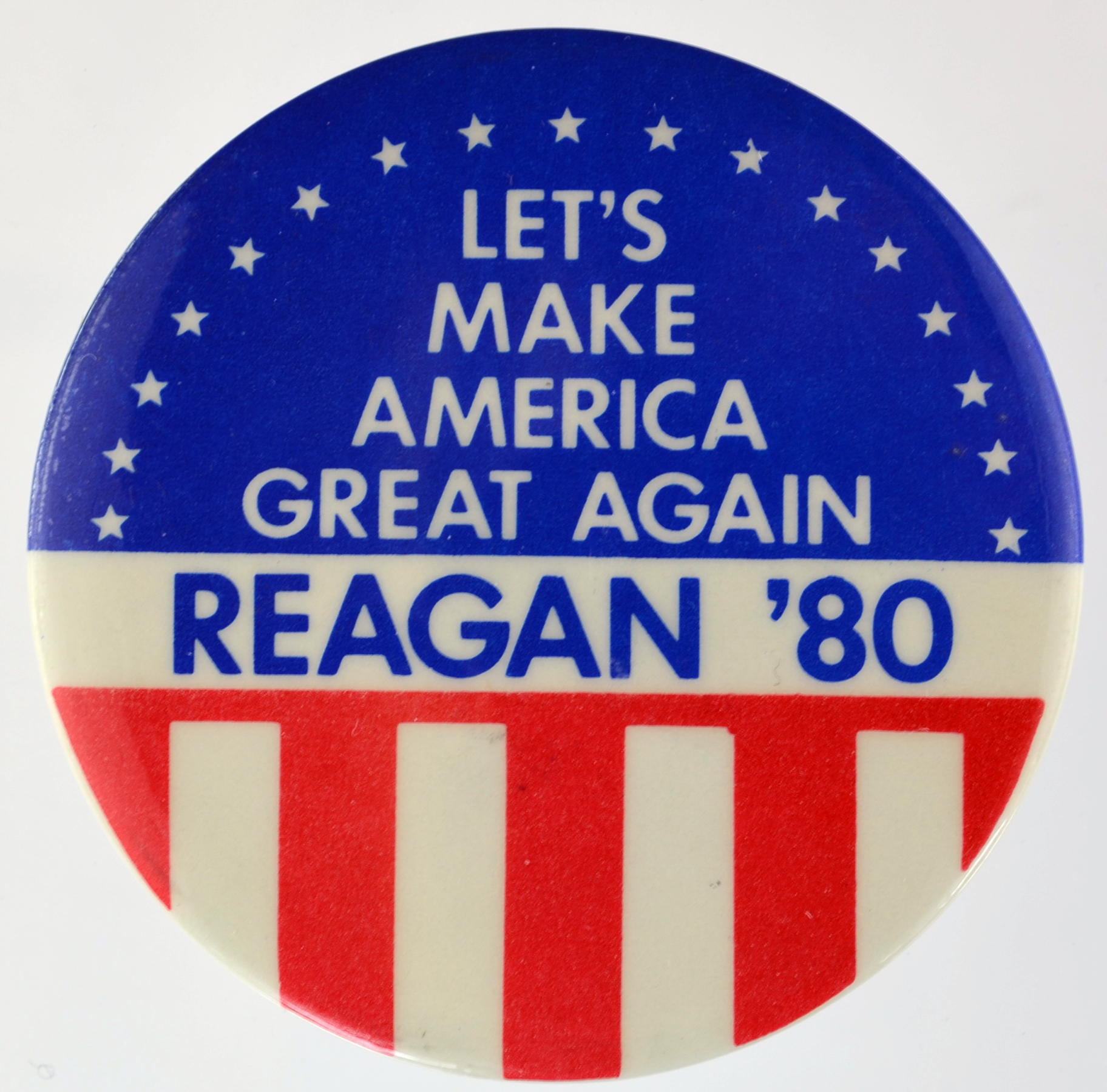
Wersja sloganu Ronalda Reagana

### Ronald Reagan
Hasło „Let’s make America great again” zostało w sposób szczególnie rozpoznawalny wykorzystane w kampanii prezydenckiej Ronalda Reagana w 1980 roku. Wówczas Stany Zjednoczone zmagały się z pogarszającą się sytuacją gospodarczą, naznaczoną zjawiskiem stagflacji. Reagan uczynił z kryzysu ekonomicznego punkt wyjścia dla swojej kampanii, posługując się tym hasłem w celu wzbudzenia poczucia patriotyzmu i mobilizacji społecznej wśród wyborców. Podczas przemówienia na Konwencji Krajowej Partii Republikańskiej w 1980 roku Reagan stwierdził, że „Dla tych, którzy nie mają dostępu do miejsc pracy, stworzymy nowe możliwości, szczególnie w dzielnicach wewnętrznych, gdzie żyją. Dla tych, którzy porzucili nadzieję, przywrócimy ją i zaprosimy ich do wielkiej narodowej krucjaty, by uczynić Amerykę znów wielką.”.

### Bill Clinton
Wyrażenie to zostało również użyte przez Billa Clintona w trakcie jego kampanii prezydenckiej w 1992 roku. Prezydent Clinton posłużył się nim ponownie w spocie radiowym promującym kandydaturę jego żony, Hillary Clinton, podczas prawyborów prezydenckich w 2008 roku. W trakcie wyborów prezydenckich w Stanach Zjednoczonych w 2016 roku, Hillary Clinton rywalizowała z Donaldem Trumpem. Prezydent Clinton zasugerował wtedy, że hasło wykorzystywane przez Trumpa stanowiło przekaz skierowany do białych mieszkańców południowej części Stanów Zjednoczonych. Według jego interpretacji Trump obiecywał przywrócenie gospodarki sprzed pięćdziesięciu lat oraz przywrócenie tej grupie społecznej wyższej pozycji w hierarchii społecznej, kosztem innych grup.

## Użycie przez Donalda Trumpa
W grudniu 2011 roku, w odpowiedzi na spekulacje dotyczące potencjalnego udziału Donalda Trumpa w wyborach prezydenckich w Stanach Zjednoczonych w 2012 roku przeciwko urzędującemu prezydentowi Barackowi Obamie, Donald Trump wydał oświadczenie, w którym stwierdził, że nie wyklucza kandydowania w przyszłości, uzasadniając to słowami: „Muszę pozostawić wszystkie opcje otwarte, ponieważ ponad wszystko musimy znów uczynić Amerykę wielką.”. W tym samym miesiącu opublikował książkę, której podtytułem było hasło „Making America #1 Again”, zmienione w wydaniu z 2015 roku na „Make America Great Again!”.
1 stycznia 2012 roku grupa zwolenników Trumpa złożyła dokumenty w biurze sekretarza stanu Teksasu, rejestrując partię „Make America Great Again”, co umożliwiłoby Trumpowi ubieganie się o prezydenturę jako kandydat niezależny, gdyby podjął taką decyzję.
Trump formalnie zaczął używać sloganu 7 listopada 2012 roku, dzień po reelekcji Baracka Obamy. Powrócił do niego w wywiadzie z Jonathanem Karlem w sierpniu 2013 roku. Jak sam później wspominał, początkowo rozważał hasło „We Will Make America Great”, które jednak jego zdaniem nie brzmiało wystarczająco dobrze. Następnie myślał o „Make America Great”, ale uznał, że sugeruje ono, iż Ameryka nigdy wcześniej nie była wielka. Ostatecznie zdecydował się na „Make America Great Again”, przy czym twierdził, że o użyciu tego samego hasła przez Ronalda Reagana dowiedział się dopiero w 2015 roku, dodając, że Reagan go nie zastrzegł.
12 listopada 2012 roku Trump złożył wniosek do Urzędu Patentów i Znaków Towarowych Stanów Zjednoczonych o wyłączne prawo do używania tego sloganu w celach politycznych. Znak usługowy został zarejestrowany 14 lipca 2015 roku, po formalnym rozpoczęciu kampanii prezydenckiej, gdy Trump wykazał jego rzeczywiste użycie zgodne z deklaracją we wniosku.
Trump nie zastrzegł jednak frazy na potrzeby handlowe. 5 sierpnia 2015 roku radiowy prezenter Bobby Bones zauważył tę lukę i z powodzeniem zarejestrował znak towarowy do celów komercyjnych. Dwa dni później napisał na Twitterze, że odda Trumpowi prawo do użycia hasła w zamian za darowiznę 100 000 dolarów na rzecz Szpitala dziecięcego St. Jude. 29 października zamieścił zdjęcie czeku wystawionego przez Trump Organization. Kwota nie została ujawniona, a Bones oświadczył, że Trump może „odzyskać swoje hasło”.
Po wygranych wyborach prezydenckich Trumpa uruchomiono stronę internetową poświęconą jego przejściu na urząd prezydenta, która znajdowała się pod adresem greatagain.gov. W latach 2017–2018 Trump zapowiedział, że hasłem jego kampanii reelekcyjnej w 2020 roku będzie „Keep America Great”, i podjął próbę jego rejestracji jako znaku towarowego. Mimo to, kampania kontynuowała używanie sloganu „Make America Great Again”.
Wiceprezydent Mike Pence w swoim przemówieniu na Konwencji Krajowej Partii Republikańskiej w 2020 roku użył frazy „make America great again, again”, co wywołało szydercze komentarze, sugerujące, że pierwsza kadencja Trumpa zakończyła się porażką. W 2020 roku wydany został dekret wykonawczy zatytułowany „Promoting Beautiful Federal Civic Architecture”, który przez zwolenników i media został ironicznie nazwany „Make Federal Buildings Beautiful Again”.
Mniej niż tydzień po opuszczeniu urzędu, Trump rozważał założenie nowej partii politycznej, sugerując m.in. nazwy „Patriot Party” lub „Make America Great Again Party”. W pierwszych dniach po odejściu z Białego Domu poparł też przewodniczącą Partii Republikańskiej w Arizonie, Kelli Ward, która również wzywała do powołania Partii MAGA. Pod koniec stycznia 2021 roku były prezydent traktował koncepcję Partii MAGA jako narzędzie nacisku, mające powstrzymać republikańskich senatorów przed głosowaniem za jego skazaniem w procesie impeachmentu oraz jako środek do wystawiania kontrkandydatów wobec republikanów, którzy opowiedzieli się za jego usunięciem z urzędu.
Hasło „Make America Great Again” zostało ponownie użyte jako oficjalne motto kampanii prezydenckiej Trumpa w wyborach prezydenckich w Stanach Zjednoczonych w 2024 roku. 3 czerwca 2023 roku określił on swoich zwolenników mianem Magadonian.

## Oskarżenia o rasizm
W odniesieniu do użycia hasła „Make America Great Again” od roku 2015, wyrażenie to bywa powszechnie uznawane za frazę nacechowaną ideologicznie oraz za przykład psiego gwizdka, adresowanego do określonej grupy odbiorców, bez jednoznacznego wyrażenia kontrowersyjnych treści. Marissa Melton, dziennikarka Voice of America, wraz z innymi komentatorami, wskazuje, że hasło to trafia nie tylko do odbiorców, którzy interpretują je jako zaszyfrowany sygnał o charakterze rasistowskim, ale także do osób, które odczuwają utratę dotychczasowego statusu społecznego.
Jak zauważa badaczka Sarah Churchwell, slogan ten współcześnie rezonuje podobnie jak hasło America First z początku lat 40. XX wieku odwołując się do przekonania, że prawdziwe oblicze Ameryki to kraj zgodny z wyobrażeniem własnej tożsamości rasowej i kulturowej. W felietonie dla Los Angeles Times, Robin Abcarian napisała, że „Noszenie czapki z napisem Make America Great Again nie musi być jawnym wyrazem rasizmu. Ale jeśli ją nosisz, to dość wyraźny sygnał, że podzielasz, podziwiasz lub akceptujesz rasistowskie poglądy prezydenta Trumpa dotyczące Meksykanów, muzułmanów i murów granicznych.”. Zarówno Detroit Free Press, jak i Los Angeles Times relacjonowały, że wielu czytelników odrzucało tę interpretację, postrzegając slogan i czapki MAGA raczej jako wyraz patriotyzmu lub nacjonalizmu amerykańskiego, a nie symbol rasizmu.
Publicysta Los Angeles Times, Nicholas Goldberg, określił hasło MAGA jednocześnie jako jedno z najgorszych i najbardziej efektywnych haseł kampanijnych w historii, pisząc, że „Było na tyle ogólne, by przemawiać do ogólnych optymistów, a jednocześnie dawało dużo przestrzeni zgorzkniałym i sfrustrowanym wyborcom, by uznać, że wreszcie wracamy do czasów, gdy to oni rządzili światem.”. Aktor Bryan Cranston skomentował hasło w kontekście doświadczenia Afroamerykanów: „Zadaj sobie pytanie: z perspektywy Afroamerykanina, kiedy Ameryka była wielka? Kiedy? Jeśli mamy znów uczynić ją wielką, to znaczy, że to hasło ich nie uwzględnia.”.
Badanie z 2018 roku, wykorzystujące eksplorację tekstu i sieci semantycznych opartą na danych z Twittera i powiązanych hashtagów, wykazało, że #MakeAmericaGreatAgain oraz #MAGA były często używane przez użytkowników związanych z ruchem białej supremacji i białego nacjonalizmu, a także służyły jako „przestrzeń dyskursywna organizująca ekstremistów skrajnej prawicy w skali globalnej”.

## Parafraza sloganu
Ted Cruz po tym jak Donald Trump zbojkotował jego propozycję wzięcia udziału w debacie publicznej w Des Moines, Iowa 28 stycznia 2016 rozpoczął promocję sloganu Make Trump Debate Again (również wyszytego na czapkach z daszkiem).